# Tianningtemplet
Tianningtemplet (天宁寺; Tiānníng sì) är ett tempel i Peking. Templet är huvudsakligen känd för dess historiska pagod, som är en av de äldsta höga byggnaderna i Peking.
Templet uppfördes ursprungligen på 400-talet, men inget finns kvar från dess ursprungliga bebyggelse. Templets centrum är en pagod som uppfördes i början på 1100-taler under slutet av Liaodynastin. Pagoden är 58 meter hög och dess över del består av 13 överlagrade tak. Pagoden är solid utan invändiga eller utvändiga trappor. Pagoden skadades svårt av jordbävningen i Tangshan 1976.
Tianningtemplet ligger i västra delen av centrala Peking i Xichengdistriktet norr om Guang'anmen precis utanför västra Andra ringvägen.
| Pekings tunnelbana |         |                      |
|                    | Linje 7 | Daguanying (达官营） |

## Galleri

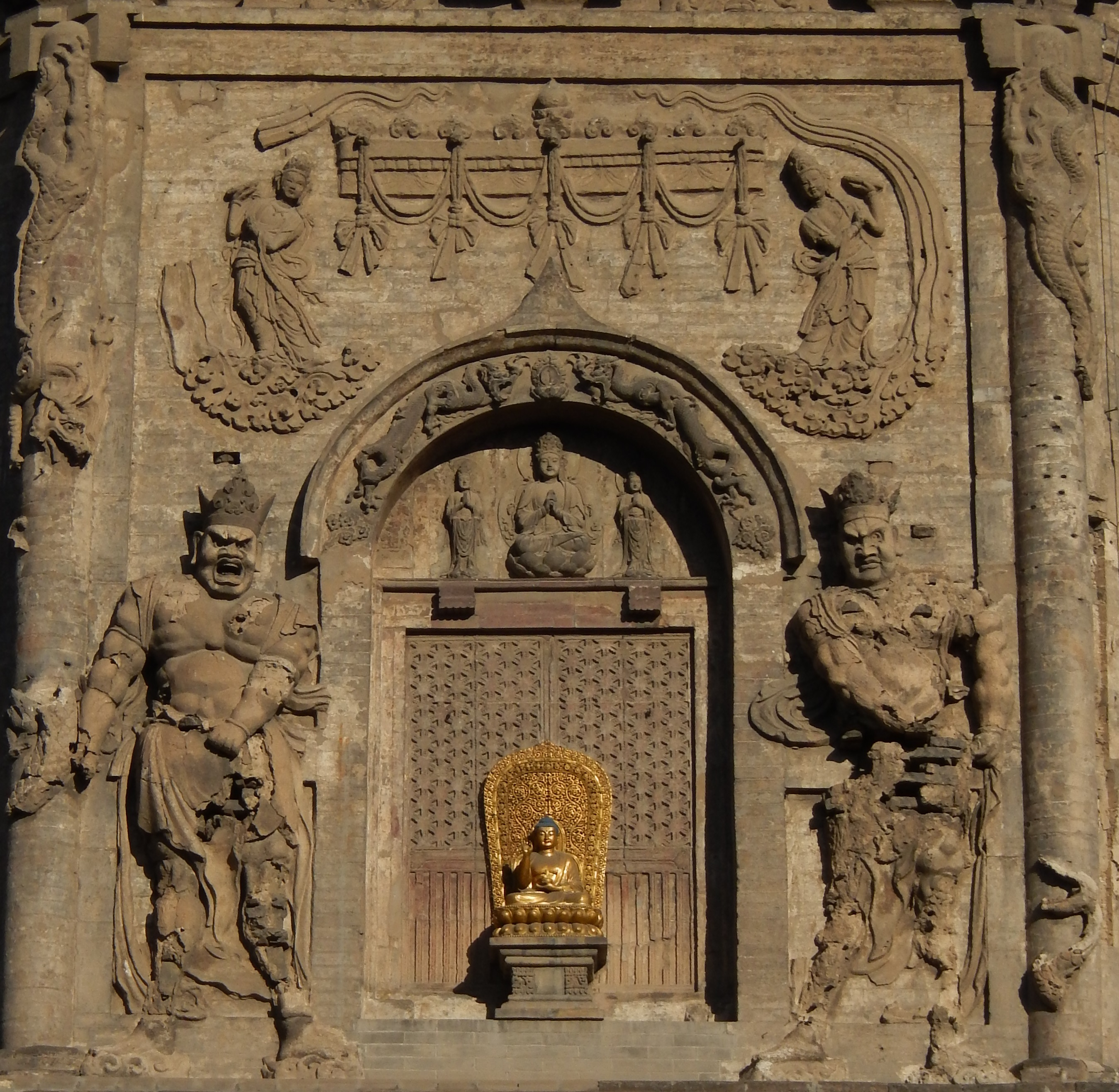
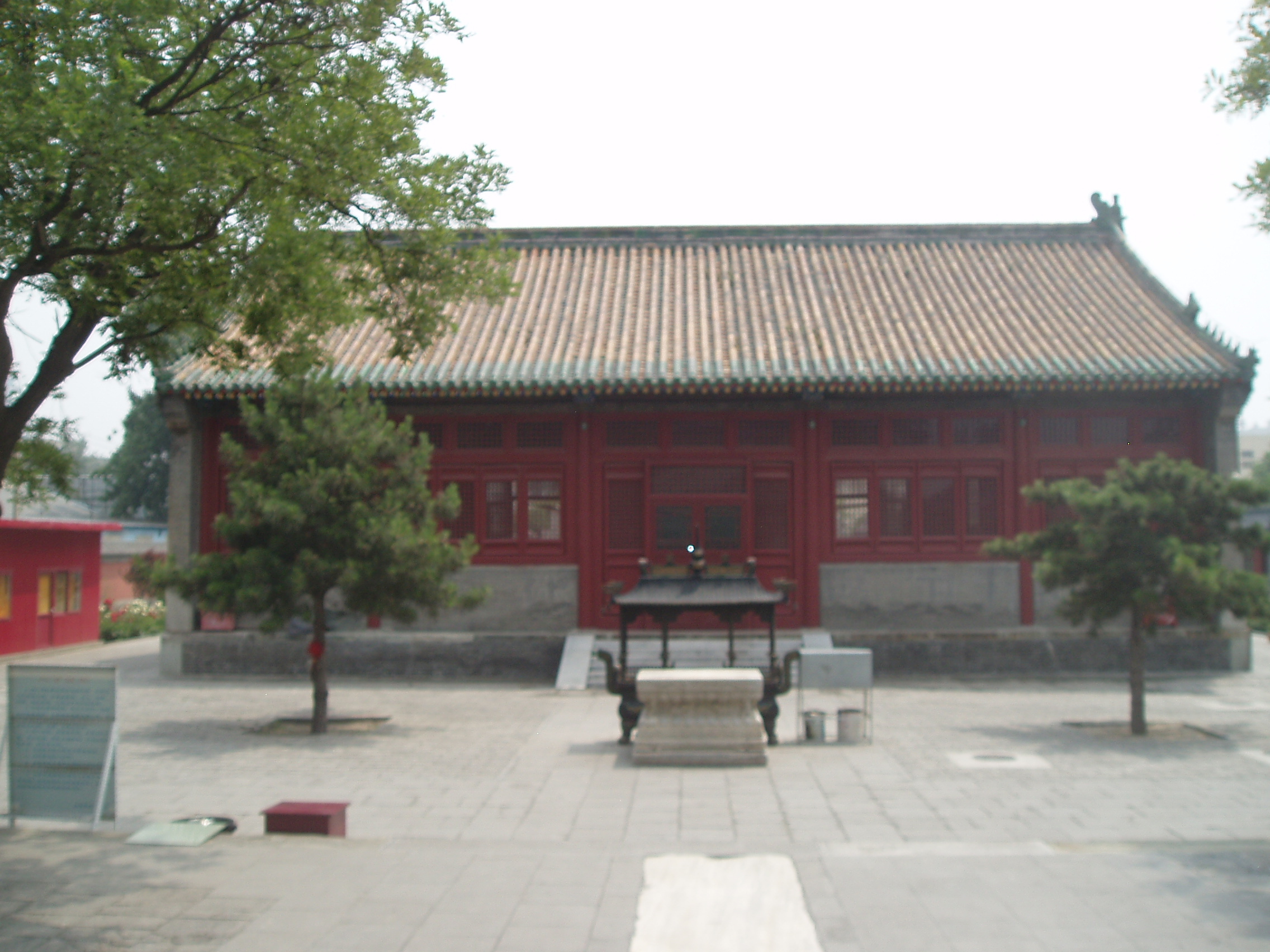
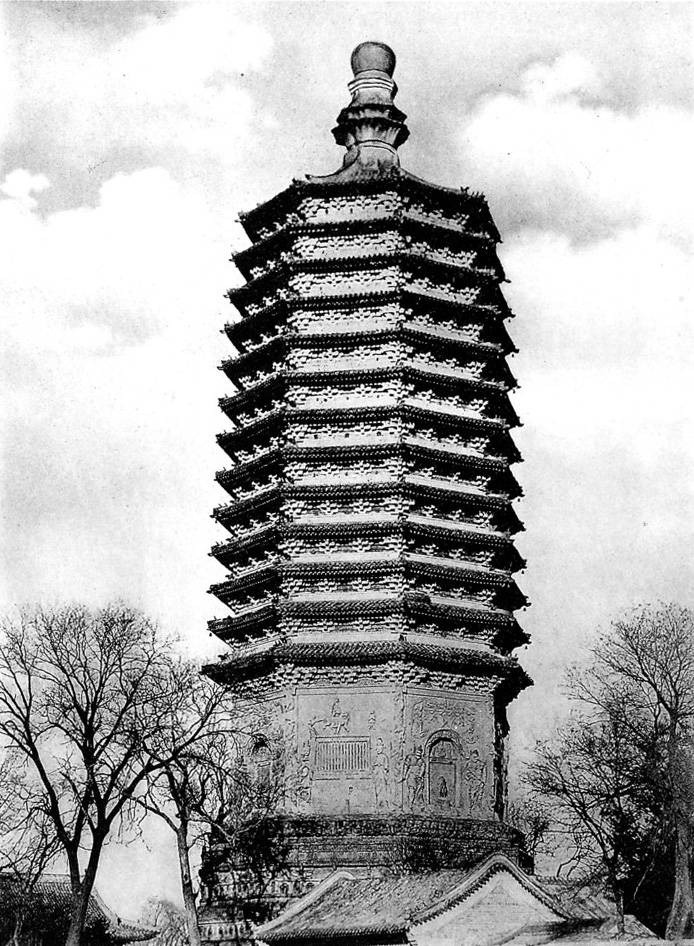
1902
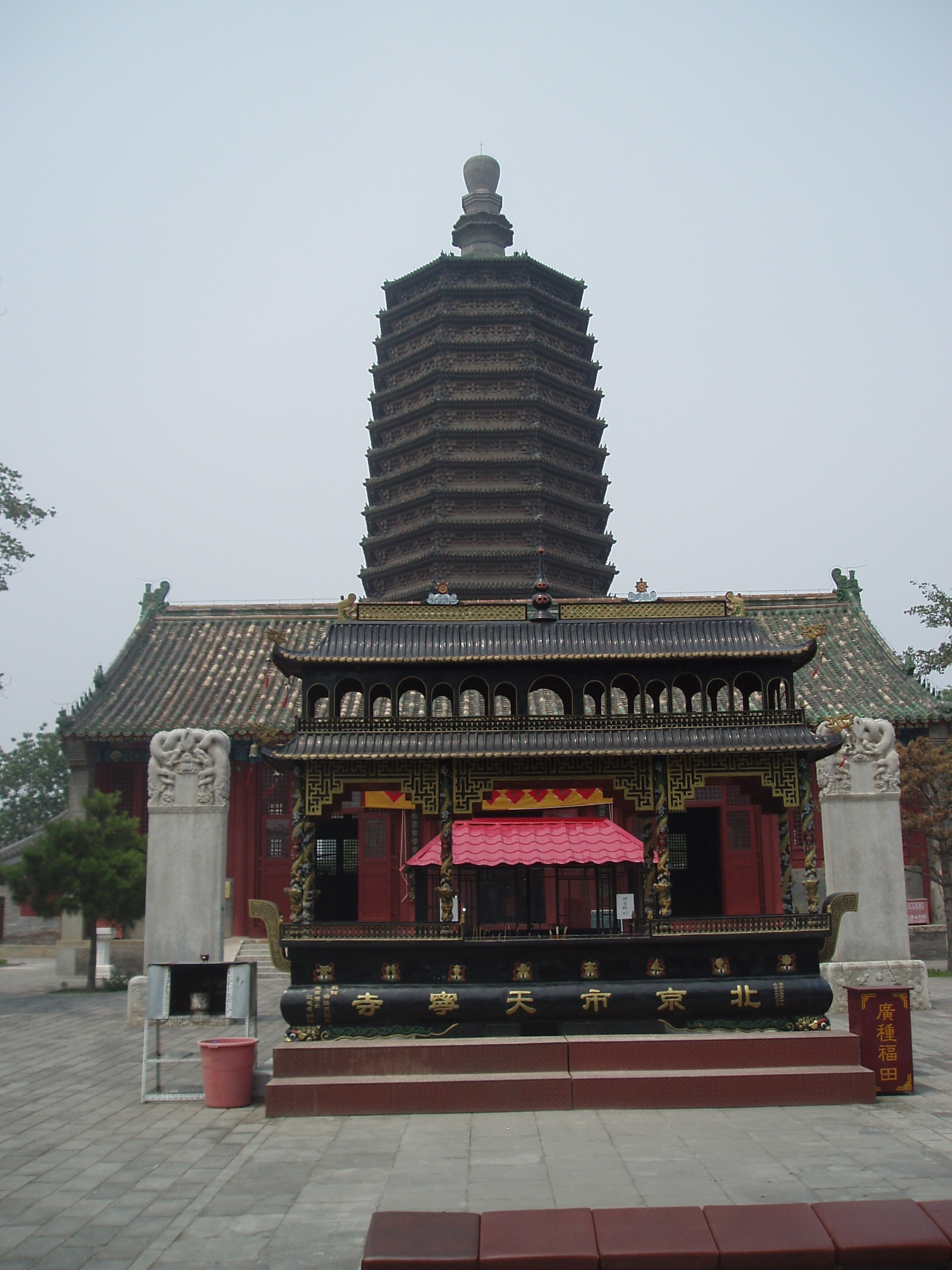